# Alain Digbeu
Alain Digbeu (ur. 13 listopada 1975) – francuski koszykarz, występujący na pozycji niskiego skrzydłowego, w 1997 został wybrany w drafcie do NBA przez Atlanta Hawks, po zakończeniu kariery zawodniczej trener koszykarski.
Większość swojej profesjonalnej kariery spędził w profesjonalnych ligach Francji, Hiszpanii i Włoch z wyjątkiem sezonu 08/09 w którym reprezentował grecką Kavalę.

## Osiągnięcia
Na podstawie, o ile nie zaznaczono inaczej.
Drużynowe
- Mistrz Hiszpanii (2001)
- Wicemistrz:
  - Francji (1996, 1997, 1999)
  - Hiszpanii (2000)
- Brąz ACB (2002)
- Zdobywca pucharu:
  - Francji (1996, 1997)
  - Hiszpanii (2001)
- Finalista pucharu:
  - Hiszpanii (2002, 2004)
  - Księżniczki Asturii (2008)
- 4. miejsce podczas rozgrywek Euroligi (1997)

Indywidualne
- Wschodząca gwiazda ligi francuskiej (1994, 1995)
- Uczestnik meczu gwiazd ligi francuskiej (1997, 1998, 1999)
- Zwycięzca konkursu wsadów ligi francuskiej (1996)

Reprezentacja
- Uczestnik:
  - Eurobasketu:
    - 1999 – 4. miejsce, 2001 – 6. miejsce, 2003 – 4. miejsce
    - U–22 (1996 – 11. miejsce)

  - kwalifikacji do Eurobasketu (1997, 2005)